# Islas Tortugas
Las Islas Tortugas (en inglés: Municipality of the Turtle Islands; en malayo: Perbandaran Pulau Penyu) son un archipiélago y municipio filipino en la provincia de Tawi-Tawi.

## Ubicación
Las islas están situadas en la punta sudoeste del país, en el límite que separa Filipinas de Malasia.

## Organización territorial
El municipio se divide administrativamente a dos barangayes: población Taganak y Likud Bakkao.

## Demografía
Según el censo de 2000, las cinco islas tienen 3 600 habitantes en 646 hogares. Teniendo un área de tierra de solo 3,08 km², las islas tienen un densidad de población de 1168 personas por km², mucho más elevada que el promedio nacional de 276 personas por km².

## Comunicaciones
El acceso a las Islas Tortugas es difícil, ya que no hay transporte aéreo regular.